# 克萊B鎮區 (密蘇里州格林縣)
克萊B鎮區（英語：Clay B Township）是位於美國密蘇里州格林縣的一個行政鎮區。

## 地方資料
克萊B鎮區的面積為28.21平方千米，當中陸地面積為28.18平方千米，而水域面積為0.03平方千米。根據2020年美國人口普查的數據，當地共有人口3082人，而人口密度為每平方千米109.25人。